# Zwischenkreiskondensator
Ein Zwischenkreiskondensator ist ein elektrischer Kondensator im Zwischenkreis von Umrichtern. Seine Aufgabe ist die energetische Verkopplung mehrerer elektrischer Netze miteinander auf einer gemeinsamen Gleichspannungsebene. 
So kann beispielsweise in einer elektrischen Lokomotive elektrische Energie aus dem Bahnstrom-Wechselspannungsnetz (f=16,7 Hz) über einen Vierquadrantensteller in den Zwischenkreis eingespeist werden. Dabei wird die Netz-Wechselspannung in eine Gleichspannung (die Zwischenkreisspannung) gewandelt. Diese Energie kann im Fahrbetrieb über einen Pulswechselrichter wiederum in eine Wechselspannung variabler Frequenz (typisch 0 bis 150 Hz) für die Fahrmotoren gewandelt werden. 
Da auch der Pulswechselrichter als Vierquadrantensteller arbeitet, kann der Energiefluss auch umgekehrt erfolgen (z. B. im Bremsbetrieb, Fahrt den Berg runter).
In Traktionsstromrichtern ist neben den konventionellen Zwischenkreiskondensatoren auch noch ein Saugkreis untergebracht.
In der Leistungselektronik werden in der Regel Aluminium-Elektrolytkondensatoren verwendet, da diese eine sehr hohe Leistungsdichte aufweisen. In zunehmendem Maße werden aber auch Folienkondensatoren mit Polypropylenfolien (PP) verwendet, da diese folgende Vorteile gegenüber dem Elektrolytkondensator aufweisen:
- um ca. Faktor 3 höhere Spannungsfestigkeit des Dielektrikums (Reihenschaltung ist somit bis zu 2 kV nicht mehr erforderlich)
- Temperaturfestigkeit bis −40 °C realisierbar
- niedriger Equivalent Series Resistance (ESR)
- wesentlich höhere Zuverlässigkeit (auch bedingt durch Selbstheilungseigenschaft)
- wechselspannungsfest (somit z. B. auch zur Blindleistungskompensation verwendbar)